# بیکنز فیلد، سیدنی
بیکنز فیلد (به انگلیسی: Beaconsfield) یک حومه شهر در استرالیا است که در نیو ساوت ولز واقع شده‌است.